# 哲学者の魂
『哲学者の魂、またはオルフェオとエウリディーチェ』（てつがくしゃのたましい、またはオルフェオとエウリディーチェ、L'anima del filosofo ossia Orfeo ed Euridice）Hob.XXVIII:13は、フランツ・ヨーゼフ・ハイドンが1791年に作曲した全4幕からなるイタリア語のオペラ。リブレットはカルロ・フランチェスコ・バディーニによる。
題材的にはオペラ・セリアに近いが、伝統的なオペラ・セリアとは異なっている。
ハイドン最後のオペラであり、ロンドンで上演するために作曲されたが、ハイドンの生前には上演されなかった。オペラには音楽的に優れた点もあるが、おそらく未完成で、現在も上演される機会は多くない。
演奏時間は約2時間。

## 作曲の経緯
1790年のエステルハージ侯爵ニコラウス1世の死により、エステルハージ家の楽長の仕事がなくなったハイドンはウィーンに出てきていた。ヴァイオリニストでコンサートの興業主でもあったヨハン・ペーター・ザーロモンはこの機会を逃がさず、ハイドンをロンドンの演奏旅行に招いた。ザーロモンの条件は、ジョヴァンニ・ガッリーニ(Giovanni Gallini)がヘイマーケットの国王劇場で上演するための新作オペラ1曲に対して300ポンド、6曲の新しい交響曲に対して300ポンド、などとなっていた。
1791年1月、ハイドンがロンドンに着いて間もなく、オペラはオルフェオとエウリディーチェの話に決まり、バディーニが台本を書いた。1791年3月に書かれた手紙には第2幕までの作曲を終えたと書いている。5月には曲を完成したが、ガッリーニは上演許可を得ることができなかった。国王ジョージ3世はパンテオン劇場（英語版）を支持し、プリンス・オブ・ウェールズのジョージの支持するヘイマーケットでのオペラの上演には許可が降りなかったのだった。こうしてこのオペラはハイドンの生前には一度も上演されなかった。
1807年頃にブライトコプフ・ウント・ヘルテルにより部分的に出版された。写本はヨーロッパ各地に分散した形で保存されていたが、H.C.ロビンス・ランドンによりまとめられた。
1951年6月9日にフィレンツェのデッラ・ペルゴラ劇場においてエーリヒ・クライバー指揮で初演された。主な歌手はマリア・カラス、ボリス・クリストフら。
台本は残っていない。また、ハイドンが作曲を完成したにしては以下のようにおかしな点が多く、おそらく王によって上演が禁じられた時点で作曲を中断したのではないかと考えられる。とくに終わりの方は断片的な印象を受け、あちこちにアリアが抜けていると考えざるを得ない。
- 後半で突然合唱が増え、アリアがほとんどなくなる
- 話が途中で突然ある場所から別な場所へと飛ぶ
- 現存する話からは「哲学者の魂」という題の意味がほとんど不明のまま残る
- いくつかの主要人物にアリアがほとんどまわってこない。脇役のクレオンテは3曲もあるのに、エウリディーチェには2曲しかない。ジェニオは明らかに優れたカストラートが演ずることを想定していたはずなのに、1曲しかアリアがない。

なお、ハイドンの手紙ではオペラは全5幕と書かれているのに、実際の楽譜は4幕しかない。

## 音楽の内容
技巧をこらした数々のブラヴーラなアリアを持つにもかかわらず、音楽の上では後期の交響曲との類似が指摘できる。
合唱の多用に特徴があり、復讐神たちを男声合唱に、バッカスの乙女たちを女声合唱に割りあてている。
とくに第2幕のエウリディーチェの死の場面と、その後オルフェウスがエウリディーチェの遺体を発見する場面の音楽は優れている。

## 編成
- ソプラノ2・テノール・バス独唱、4部合唱
- フルート2、オーボエ2、コーラングレ2、クラリネット2、ファゴット2、ホルン2、トランペット2、トロンボーン2、ティンパニ、ハープ、弦楽器、通奏低音[9]

## 登場人物
- オルフェオ（テノール）- アポロとカリオペの子。
- エウリディーチェ（ソプラノ）
- クレオンテ（バス） - エウリディーチェの父。娘をアリデオ王子の婚約者に決める。
- プルートー（バス） - 地下世界の王。
- ジェニオ（ソプラノ） - シビラ。愛の神に相当。

## あらすじ

### 第1幕
父のところから逃れてきたエウリディーチェは、合唱がひきとめるのをきかず、森へと足を踏み入れる。野獣に襲われようとしたところをオルフェオのリラの音楽によって助けられる。
クレオンテ王は一部始終の報告を聞き、娘をアリデオ王子の婚約者にしたことを後悔する。オルフェオとエウリディーチェはクレオンテ王のもとに行き、愛しあっていることを告げる。クレオンテはふたりの結婚を承認し、ふたりは愛の二重唱を歌う。

### 第2幕
オルフェオとエウリディーチェは愛しあうが、何かの騒ぎの声が聞こえるので、オルフェオは調べるために去る。
残されたエウリディーチェのもとにアリデオの使いが現れ、エウリディーチェを無理矢理連れ去ろうとする。エウリディーチェは逃げようとして誤って蛇を踏みつけてしまい、蛇に噛まれた毒によって苦しみながら死ぬ。
戻ってきたオルフェオはエウリディーチェの死体を見て驚き、彼女を失った苦痛を歌う。クレオンテは復讐に燃える。

### 第3幕
クレオンテとオルフェオは合唱とともにエウリディーチェを弔う。
シビラのもとを訪問したオルフェオの前にジェニオが現れ、地下世界へと導く。

### 第4幕
困難の後にオルフェオはプルートーに会い、恋人を返すように頼む。プルートーはオルフェオがエウリディーチェを連れ戻すことを許すが、ジェニオは地上に戻るまでエウリディーチェを見てはならないと忠告する。しかしオルフェオは耐えられずにエウリディーチェを見てしまい、ふたたびエウリディーチェを失う。
絶望を歌うオルフェオの前にバッカスの乙女たちが現れ、悲しみを忘れて自分たちと楽しもうと誘う。オルフェオは拒絶するが、彼女たちはオルフェオに酒を勧める。酒を飲んだオルフェオは、やがて毒を盛られたことに気づき、息絶える。嵐がすべてを飲みこむ。